# Andrea Hewitt
Andrea Hewitt (ur. 4 kwietnia 1982 w Christchurch) – nowozelandzka triathlonistka.
Brązowa medalistka Igrzysk Wspólnoty Narodów w triathlonie w 2006. Podczas IO w Pekinie (2008) zajęła ósme miejsce. Trzecia zawodniczka Mistrzostw Świata ITU w 2009. Zwyciężczyni cyklu Mistrzostw Świata w 2011. Zajęła szóste miejsce na letnich Igrzyskach Olimpijskich 2012.